# Mikrohistorie
Mikrohistorie er en historiefaglig teoretisk metodisk tilgang, der studerer oversete enkeltindivider eller grupper for at opnå ny indsigt i fortiden. Tilgangen associeres især med den italienske historiker Carlo Ginzburg (f. 1939), og bogen Osten og Ormene (1976, da: 2006), der undersøger protokoller fra en enkelt sag fra inkvisitionen, hvor mølleren Menocchio i 1500-tallet var anklaget for kætteri. Gennem hans sag forsøger Ginzburg at forstå en italiensk folkekultur, som der ellers ikke er mange kilder til. Denne tilgang er central for mikrohistorien, der fokuserer på den nære tekstanalyse af historiske kilder.
Mikrohistorie er inspireret af den historiske antropologi og Clifford Geertz' idé om thick description og kan siges at være en del af den ”nye kulturhistorie”. Den danske historiker Liv Egholm understreger, at mikrohistorie ikke er det samme som lokalhistorie, idet hun vurderer, at hvor lokalhistorikere studerer landsbyer, studerer mikrohistorikere i landsbyer. I højere grad end mange andre historiefaglige retninger tager mikrohistorien udgangspunkt i meget afgrænsede emnefelter, som et lokalsamfund, en familie eller et individ. Mikrohistorien er således en del af den vending i historiefaget, der arbejder med historien ”fra neden” og ikke fokuserer på kongernes og magthavernes historie.